# Nekrolog 1876
Nekrolog
◄◄
| ◄
| 1872
| 1873
| 1874
| 1875
| 1876 | 1877 | 1878 | 1879 | 1880 | ► | ►►
Weitere Ereignisse | Allgemeiner Nekrolog 1876
Die Beschreibung der verstorbenen Person sollte so kurz wie möglich gehalten sein und nur deren signifikante Tätigkeit(en) enthalten.
Neue Namen ggf. auch unter dem Geburts- und Sterbedatum, also etwa unter 1. Januar und im Geburts- und Sterbejahr (2024) eintragen (nur bei entsprechender großer Wichtigkeit). Für Beispiele siehe die schon vorhandenen Artikel.
Außerdem über die fünf zuletzt Verstorbenen, zu denen es einen ausreichend guten Artikel für eine Präsentation auf der Hauptseite gibt, nach der todesbedingten Überarbeitung der Artikel ggf. auch unter Wikipedia Diskussion:Hauptseite informieren und sie am besten auch in den anderen Wikipedia-Sprachversionen eintragen. Tipp: Regelmäßig bei news.google.de nach „ist tot“, „gestorben“ oder „verstorben“ suchen.
Wenn eine Person gestorben ist, gibt es viele Seiten zu dieser Person in der Wikipedia, die davon auch betroffen sind und entsprechend aktualisiert werden müssen. Beispiele: Namenübersichtsseite, Geburtsjahr, Geburtsort-Seiten und viele mehr.
Wie finde ich die betroffenen Seiten?
Im Suchfeld auf der linken Seite gibt man den Suchbegriff so ein: „Vorname Nachname“. Dann klickt man auf Volltext und alle Seiten mit entsprechendem Suchtext werden aufgerufen. Hier sieht man dann schnell, wo auch das Todesjahr Sinn macht oder sogar ein Teil des Artikels angepasst werden muss. Auch hilft das „Werkzeug“ auf der linken Seite sehr gut, um solche Seiten aufzufinden: „Links auf diese Seite“. Somit ist die Wikipedia wieder aktuell in allen Bereichen! Hinweis: bei Eintragung der Kategorie „Gestorben JAHR“ wird der Missbrauchsfilter 49 ausgelöst, was jedoch nicht schlimm ist. Siehe: Spezial:Missbrauchsfilter/49
Dies ist eine Liste von im Jahr 1876 verstorbenen bekannten Persönlichkeiten. Die Einträge erfolgen innerhalb der einzelnen Daten alphabetisch sortiert. Tiere sind im Nekrolog für Tiere zu finden.

## Januar
| Tag        | Name                                  | Beruf, bekannt als                                                                                                  | Alter | Beleg |
| ---------- | ------------------------------------- | --- | ----- | ----- |
| 2. Januar  | John H. Clifford                      | US-amerikanischer Politiker                                                                                         | 66    |       |
| 2. Januar  | Georg Michael Schmitt                 | deutscher Geheimer Regierungsrat und Mitglied der Badischen Ständeversammlung                                       | 76    |       |
| 2. Januar  | Meta Heusser-Schweizer                | Schweizer Schriftstellerin                                                                                          | 78    |       |
| 2. Januar  | Carl Fredrik Kiörboe                  | schwedischer Maler                                                                                                  | 76    |       |
| 3. Januar  | Johann August Messerich               | deutscher Politiker und Rechtsanwalt                                                                                | 69    |       |
| 4. Januar  | Julius Mohl                           | deutscher Orientalist                                                                                               | 75    |       |
| 4. Januar  | Albert von Kolb                       | württembergischer Oberamtmann, MdL (Württemberg)                                                                    | 58    |       |
| 5. Januar  | Wilhelm von Ditfurth                  | deutscher Regierungsbeamter und Abgeordneter                                                                        | 65    |       |
| 6. Januar  | Bernardo de Sá Nogueira de Figueiredo | portugiesischer Politiker und Führer der Setembristen                                                               | 80    |       |
| 6. Januar  | Thomas Sotheron-Estcourt              | britischer Politiker (Conservative Party), Mitglied des House of Commons                                            | 74    |       |
| 7. Januar  | Otto Friedrich Gruppe                 | deutscher Philosoph, Altphilologe und Publizist                                                                     | 71    |       |
| 7. Januar  | Maria Theresia Haze                   | belgische Ordensfrau                                                                                                | 93    |       |
| 7. Januar  | Juste Olivier                         | Schweizer Dichter, Schriftsteller und Historiker                                                                    | 68    |       |
| 8. Januar  | Giuseppe Angelini                     | italienischer Kurienbischof und Weihbischof im Bistum Rom                                                           | 65    |       |
| 8. Januar  | Adolphe Deloffre                      | französischer Dirigent und Geiger                                                                                   | 58    |       |
| 8. Januar  | Fidelis Ferdinand von Fugger zu Glött | deutscher Politiker und Baumwollfabrikant                                                                           | 80    |       |
| 8. Januar  | August Twesten                        | deutscher Theologe und Hochschullehrer                                                                              | 86    |       |
| 9. Januar  | Samuel Gridley Howe                   | Gründer der Perkins School for the Blind                                                                            | 74    |       |
| 9. Januar  | Theodor Märcker                       | Bürgermeister von Essen                                                                                             | 79    |       |
| 9. Januar  | Heinrich Carl Müller                  | deutscher Kaufmann und Textil-Unternehmer                                                                           | 84    |       |
| 10. Januar | Edmond de Coussemaker                 | französischer Musikologe und Jurist                                                                                 | 70    |       |
| 10. Januar | Ludwig Würkert                        | deutscher evangelischer Pfarrer, Schriftsteller und Revolutionär                                                    | 75    |       |
| 12. Januar | Christian Coupienne                   | deutscher Lederfabrikant und Mitglied des Preußischen Abgeordnetenhauses                                            | 74    |       |
| 12. Januar | Richard Wahle                         | deutscher Politiker                                                                                                 |       |       |
| 13. Januar | Heinrich Lang                         | deutscher Vertreter des theologischen Liberalismus                                                                  | 49    |       |
| 14. Januar | Modest Andrejewitsch von Korff        | russischer Staatsmann                                                                                               | 75    |       |
| 15. Januar | Max-Théodore Cerfberr                 | französischer Offizier und Abgeordneter                                                                             | 83    |       |
| 15. Januar | Franz Haydinger                       | österreichischer Bibliophiler                                                                                       | 78    |       |
| 15. Januar | Eliza Johnson                         | US-amerikanische First Lady                                                                                         | 65    |       |
| 17. Januar | Joseph Holzer                         | österreichischer Maler                                                                                              | 51    |       |
| 17. Januar | Luzi Michel                           | Schweizer reformierter Geistlicher                                                                                  | 35    |       |
| 17. Januar | Carl von Viebahn                      | deutscher Rechtsanwalt und Notar, Bürgermeister von Siegen                                                          | 75    |       |
| 19. Januar | George Julius Scrope                  | englischer Geologe                                                                                                  | 78    |       |
| 19. Januar | Franz Wallner                         | österreichisch-deutscher Theaterschauspieler, -intendant und Schriftsteller                                         | 65    |       |
| 20. Januar | Hermann Adolf Koch                    | deutscher Altphilologe und Gymnasialprofessor                                                                       | 46    |       |
| 21. Januar | Caspar Garthe                         | deutscher Naturforscher und Lehrer                                                                                  | 79    |       |
| 21. Januar | Charles Jackson                       | US-amerikanischer Politiker                                                                                         | 78    |       |
| 21. Januar | Karl Köhler                           | deutscher Kostümkundler und Illustrator                                                                             |       |       |
| 21. Januar | Friedrich Gotthold Kunze              | deutscher Lehrer und Autor                                                                                          | 68    |       |
| 22. Januar | George Dalrymple                      | Entdeckungsreisender in Australien                                                                                  | 49    |       |
| 22. Januar | Hippolyte Dussard                     | französischer Wirtschaftswissenschaftler                                                                            | 77    |       |
| 22. Januar | George Harvey                         | schottischer Maler                                                                                                  | 69    |       |
| 22. Januar | Francis Thomas                        | US-amerikanischer Politiker                                                                                         | 76    |       |
| 23. Januar | Carl Ferdinand Johannes Hahn          | preußischer Jurist und Richter, Mitglied der Frankfurter Nationalversammlung und des Preußischen Abgeordnetenhauses | 74    |       |
| 23. Januar | Ludwig Kuntz                          | deutscher Maler, Zeichner und Lithograph                                                                            | 65    |       |
| 25. Januar | Hans Heinrich Denzler                 | Schweizer Kartograph                                                                                                | 61    |       |
| 26. Januar | Frédérick Lemaître                    | französischer Schauspieler                                                                                          |       |       |
| 28. Januar | Ferenc Deák                           | ungarischer Politiker                                                                                               | 72    |       |
| 28. Januar | Frédéric Lambelet                     | Schweizer Politiker und Unternehmer                                                                                 | 58    |       |
| 28. Januar | Henry H. Starkweather                 | US-amerikanischer Politiker                                                                                         | 49    |       |
| 29. Januar | Pjotr Romanowitsch Bagration          | russischer General und Gouverneur von Twer                                                                          | 57    |       |
| 29. Januar | Wilhelm von Schrötter                 | preußischer Jurist und Landrat, Mitglied der Frankfurter Nationalversammlung                                        | 65    |       |
| 31. Januar | Joseph Anton von Gegenbaur            | deutscher Maler | 75    |       |

## Februar
| Tag         | Name                               | Beruf, bekannt als                                                                                     | Alter | Beleg |
| ----------- | ---------------------------------- | --- | ----- | ----- |
| 1. Februar  | Martin Faustmann                   | deutscher Forstwissenschaftler und Förster                                                             | 53    |       |
| 1. Februar  | Franz Melnitzky                    | österreichischer Bildhauer                                                                             | 53    |       |
| 2. Februar  | Hermann Baumstark                  | deutscher Theologe                                                                                     | 36    |       |
| 2. Februar  | Alexander Leopold von Erichsen     | deutscher Generalleutnant und letzter Kommandant der Stadt Braunschweig                                | 88    |       |
| 2. Februar  | John Forster                       | englischer Publizist, Historiker und Biograph                                                          | 63    |       |
| 2. Februar  | Roger C. Weightman                 | US-amerikanischer Politiker                                                                            | 89    |       |
| 3. Februar  | Gino Capponi                       | italienischer Politiker, Historiker und Dichter                                                        | 83    |       |
| 3. Februar  | Georg Erbkam                       | deutscher Architekt und Bauforscher, preußischer Baubeamter                                            | 64    |       |
| 3. Februar  | Samuel Friedrich Hassel            | deutscher Sänger, Volksschauspieler und Komiker                                                        | 77    |       |
| 3. Februar  | Bodo von Katte                     | deutscher Offizier und Parlamentarier                                                                  |       |       |
| 4. Februar  | Charles-Séraphin Rodier            | kanadischer Politiker                                                                                  | 78    |       |
| 5. Februar  | Thomas O. Edwards                  | US-amerikanischer Politiker                                                                            | 65    |       |
| 5. Februar  | Luther C. Peck                     | US-amerikanischer Politiker                                                                            | 76    |       |
| 6. Februar  | Georgiana Chatterton               | britische Schriftstellerin                                                                             | 69    |       |
| 7. Februar  | Ludwig Hausmann                    | deutscher Theaterschauspieler und Komiker                                                              | 72    |       |
| 8. Februar  | Ludwig Redtenbacher                | österreichischer Entomologe und Arzt                                                                   | 61    |       |
| 8. Februar  | Anne Sheepshanks                   | britische Mäzenin                                                                                      | 86    |       |
| 8. Februar  | Valentin Teirich                   | österreichischer Architekt und Kunstschriftsteller                                                     | 31    |       |
| 9. Februar  | Pierre-Sébastien Laurentie         | französischer Geschichtsschreiber und Publizist                                                        | 83    |       |
| 10. Februar | Édouard Cherix                     | Schweizer Politiker                                                                                    | 66    |       |
| 10. Februar | Reverdy Johnson                    | US-amerikanischer Jurist und Justizminister                                                            | 79    |       |
| 10. Februar | Eduard von Peucker                 | preußischer General der Infanterie                                                                     | 85    |       |
| 10. Februar | Josef Rint                         | österreichischer Bildhauer und Holzschnitzer                                                           | 37    |       |
| 10. Februar | Karl Mathias Rott                  | österreichischer Komiker                                                                               | 68    |       |
| 10. Februar | August Söderman                    | schwedischer Komponist der Romantik                                                                    | 43    |       |
| 10. Februar | Ferdinand Synold von Schüz         | preußischer General der Kavallerie, Reichstagsabgeordneter                                             | 72    |       |
| 10. Februar | Johann Georg Witthauer             | deutscher Forstinspektor                                                                               | 76    |       |
| 11. Februar | Louis de Carné                     | französischer Journalist, Politiker und Historiker                                                     | 71    |       |
| 11. Februar | Theodor von Troschke               | preußischer Generalleutnant                                                                            | 65    |       |
| 12. Februar | Christian Friedrich von Dettinger  | Prälat und Generalsuperintendent von Reutlingen                                                        | 71    |       |
| 13. Februar | Gabriel Andral                     | französischer Mediziner                                                                                | 78    |       |
| 13. Februar | Thomas J. D. Fuller                | US-amerikanischer Politiker                                                                            | 67    |       |
| 13. Februar | Jakob Wilhelm Speyerer             | badischer Verwaltungsbeamter und Landtagsabgeordneter                                                  | 86    |       |
| 14. Februar | Charles Henry Dessalines d’Orbigny | französischer Botaniker und Geologe                                                                    | 69    |       |
| 15. Februar | Rudolph Otto von Budritzki         | preußischer General der Infanterie                                                                     | 63    |       |
| 15. Februar | Richard Kaps                       | deutscher Opernsänger (Tenor)                                                                          | 30    |       |
| 15. Februar | Johann Louis Tellkampf             | deutscher Nationalökonom und Politiker (NLP), MdR                                                      | 68    |       |
| 16. Februar | Karl Gustav Nieritz                | deutscher Volks- und Jugendschriftsteller                                                              | 80    |       |
| 16. Februar | Wilhelm Palm                       | deutscher Verwaltungsbeamter                                                                           | 64    |       |
| 16. Februar | Christian Heinrich Siebold         | deutscher Hofgärtner                                                                                   | 69    |       |
| 17. Februar | Bernardo Bellini                   | italienischer Buchdrucker, Dichter, Übersetzer, Latinist, Gräzist, Romanist, Italianist und Lexikograf | 83    |       |
| 17. Februar | Heinrich Gottwald                  | deutscher Musiker, Komponist und Musikschriftsteller                                                   | 54    |       |
| 17. Februar | Alphonse Guichenot                 | französischer Zoologe (Herpetologie, Ichthyologie)                                                     | 66    |       |
| 17. Februar | Carl Sillem                        | deutscher Kaufmann                                                                                     | 73    |       |
| 18. Februar | Charlotte Saunders Cushman         | US-amerikanische Schauspielerin                                                                        | 59    |       |
| 18. Februar | Johann Faltis                      | österreichischer Unternehmer, Begründer der mechanischen Flachsspinnerei im Riesengebirge              | 79    |       |
| 19. Februar | Adolphe Brongniart                 | französischer Botaniker und Phytopaläontologe                                                          | 75    |       |
| 19. Februar | Carl Friedrich Rheinwald           | deutscher Jurist und Politiker                                                                         | 74    |       |
| 20. Februar | David P. Brewster                  | US-amerikanischer Jurist und Politiker                                                                 | 74    |       |
| 20. Februar | Ulysse Nardin                      | Schweizer Chronometermacher                                                                            | 53    |       |
| 20. Februar | Hermann Niethammer                 | deutscher Rechtsanwalt und Politiker (VP)                                                              | 40    |       |
| 21. Februar | Rafael Aceves y Lozano             | spanischer Komponist und Pianist                                                                       | 38    |       |
| 21. Februar | Peter Dewes                        | deutscher Unternehmer und Politiker                                                                    | 54    |       |
| 21. Februar | Marija Nikolajewna Romanowa        | älteste Tochter von Zar Nikolaus I. Pawlowitsch von Russland                                           | 56    |       |
| 22. Februar | Anders Fjellner                    | schwedisch-samischer Dichter und Geschichtensammler                                                    | 80    |       |
| 22. Februar | Alexander Heinrich Neus            | deutschbaltischer Folklorist                                                                           | 80    |       |
| 23. Februar | Guillem d’Areny-Plandolit          | Fürst von Andorra                                                                                      | 54    |       |
| 24. Februar | Jan Pieter Heye                    | niederländischer Dichter                                                                               | 66    |       |
| 24. Februar | Joseph Jenkins Roberts             | Präsident von Liberia                                                                                  | 66    |       |
| 24. Februar | Abraham Watkins Venable            | US-amerikanischer Politiker                                                                            | 76    |       |
| 25. Februar | Michael Belina Czechowski          | erster adventistischer Missionar in Europa                                                             | 57    |       |
| 25. Februar | Seweryn Goszczyński                | polnischer Dichter                                                                                     |       |       |
| 25. Februar | Heinrich Rasche                    | deutscher Orgelbauer                                                                                   | 81    |       |
| 26. Februar | Ede Tóth                           | ungarischer Dramatiker und Dichter                                                                     | 31    |       |
| 27. Februar | Friedrich Gunkel                   | deutscher Maler                                                                                        | 56    |       |
| 27. Februar | Leopold von Malowetz               | österreichischer Feldzeugmeister                                                                       | 64    |       |
| 28. Februar | Raimondo Boucheron                 | italienischer Komponist                                                                                | 75    |       |
| 28. Februar | Johann Fleckh                      | österreichischer Advokat                                                                               | 53    |       |
| 29. Februar | Karl Haffner                       | deutscher Dramatiker                                                                                   | 71    |       |
| 29. Februar | Charles-Philippe Larivière         | französischer akademischer Maler und Grafiker                                                          | 77    |       |
| 29. Februar | Joseph van Lerius                  | belgischer Maler                                                                                       | 52    |       |
| 29. Februar | Philipp Stauber                    | deutscher Kaufmann und Bürgermeister von Freising                                                      |       |       |

## März
| Tag      | Name                                 | Beruf, bekannt als                                                                         | Alter | Beleg |
| -------- | ------------------------------------ | ------------------------------------------------------------------------------------------ | ----- | ----- |
| 1. März  | Karl von Cosel                       | preußischer General der Kavallerie                                                         | 87    |       |
| 2. März  | Johannes Falke                       | deutscher Historiker und Archivar                                                          | 52    |       |
| 2. März  | Karol Loeckell                       | polnischer Gesellschafter                                                                  | 65    |       |
| 2. März  | Johann Friedrich Conrad Plambeck     | deutscher Tischler und Holzhändler                                                         | 73    |       |
| 3. März  | Albert von Ploetz                    | preußischer Gutsbesitzer, Landrat und Politiker                                            | 72    |       |
| 3. März  | Justus Siegismund                    | deutscher Philologe                                                                        | 70    |       |
| 4. März  | Richard Hanson                       | australischer Politiker, Jurist, Premierminister von South Australia, Chief Justice        | 70    |       |
| 4. März  | Alfred Holmes                        | englischer Geiger und Komponist                                                            | 38    |       |
| 5. März  | Marie d’Agoult                       | französische Adlige und Schriftstellerin                                                   | 70    |       |
| 5. März  | Franz Heesche                        | deutscher Maler, Genremaler und Porträtmaler                                               | 69    |       |
| 5. März  | Francesco Maria Piave                | italienischer Librettist und Regisseur                                                     | 65    |       |
| 7. März  | Adolph Cnyrim                        | deutscher Beamter und Politiker                                                            | 75    |       |
| 7. März  | Johann Stilger                       | Landwirt und Landtagsabgeordneter                                                          | 59    |       |
| 7. März  | Friedrich Volckmar                   | deutscher Unternehmer                                                                      | 76    |       |
| 8. März  | Louise Colet                         | französische Dichterin                                                                     | 65    |       |
| 8. März  | Benedikt Elsas                       | württembergischer Weber und Unternehmer jüdischen Glaubens                                 | 59    |       |
| 9. März  | Henry Roberts                        | britischer Architekt                                                                       | 72    |       |
| 9. März  | Thomas Sumner                        | US-amerikanischer Kapitän                                                                  | 68    |       |
| 10. März | Franz Keil                           | österreichischer Geoplastiker, Kartograf und Alpinist                                      | 53    |       |
| 10. März | Afanassi Prokofjewitsch Schtschapow  | russischer Historiker                                                                      | 45    |       |
| 10. März | Franz Stollwerck                     | deutscher Schokoladenfabrikant                                                             | 60    |       |
| 11. März | Eugen Drewello                       | deutscher Verwaltungsjurist, Landrat und Parlamentarier                                    | 51    |       |
| 11. März | Robert von Hartmann                  | preußischer Generalmajor                                                                   | 73    |       |
| 11. März | Carl Heinrich Pfänder                | deutscher Revolutionär, der zum Umfeld von Karl Marx und Friedrich Engels in London zählte | 57    |       |
| 13. März | Joseph von Führich                   | österreichischer Maler religiöser Themen und Historienmaler                                | 76    |       |
| 13. März | Franz Gämmerler                      | deutscher Theaterschauspieler und Schriftsteller                                           |       |       |
| 13. März | Christian Ludwig Ernst von Stemann   | deutsch-dänischer Jurist und Historiker                                                    | 73    |       |
| 14. März | Wilhelm Volkhart                     | deutscher Maler                                                                            | 60    |       |
| 15. März | Clara Hübner                         | deutsche Kinderdarstellerin und Theaterschauspielerin                                      | 35    |       |
| 15. März | Margarethe Meyer-Schurz              | Gründerin des ersten Kindergartens in den USA                                              | 42    |       |
| 15. März | Julius Albert Siehr                  | deutscher Verwaltungsjurist und Politiker                                                  | 75    |       |
| 16. März | Wolfgang Sartorius von Waltershausen | deutscher Geologe                                                                          | 66    |       |
| 17. März | Björn Gunnlaugsson                   | isländischer Kartograf                                                                     | 87    |       |
| 18. März | Leo Dupont                           | französischer römisch-katholischer Laie, Ehrwürdiger Diener Gottes                         | 79    |       |
| 18. März | Ferdinand Freiligrath                | deutscher Lyriker, Dichter und Übersetzer                                                  | 65    |       |
| 18. März | Henri Rosellen                       | französischer Pianist, Musiklehrer und Komponist                                           | 64    |       |
| 18. März | Robert William von Stieglitz         | irischer Pionier auf dem australischen Festland                                            | 59    |       |
| 19. März | Charles Cornwallis Chesney           | britischer Militärhistoriker                                                               | 49    |       |
| 19. März | Hancock Lee Jackson                  | US-amerikanischer Politiker                                                                | 79    |       |
| 19. März | Józef Stefani                        | polnischer Komponist                                                                       | 75    |       |
| 21. März | Egidius Federle                      | deutscher Landschaftszeichner und Maler                                                    | 65    |       |
| 21. März | George Fowler Hastings               | britischer Seeoffizier                                                                     |       |       |
| 21. März | Friedrich Müller                     | nassauischer Politiker                                                                     | 72    |       |
| 23. März | Josef Brenner von Felsach            | österreichischer Mediziner und Salinen- und Badearzt in Ischl                              | 68    |       |
| 23. März | Alfred Osborn Pope Nicholson         | US-amerikanischer Politiker                                                                | 67    |       |
| 24. März | Cäcilie Zeller                       | deutsche Dichterin                                                                         | 75    |       |
| 25. März | Joseph Kehrein                       | deutscher Lehrer, Philologe, Historiker und Direktor des Montabaur Lehrerseminars          | 67    |       |
| 26. März | James Y. Smith                       | US-amerikanischer Politiker                                                                | 66    |       |
| 27. März | Jodocus Prüm                         | deutscher Winzer und Stifter                                                               | 68    |       |
| 28. März | Anton Baumstark senior               | deutscher Philologe                                                                        | 75    |       |
| 28. März | Joseph Böhm                          | österreichischer Violinpädagoge                                                            | 81    |       |
| 28. März | Alfred von Seckendorff               | deutscher Verwaltungsjurist und Schriftsteller                                             | 79    |       |
| 29. März | Matthew Moorhouse                    | Protektor der Aborigines in South Australia                                                |       |       |
| 29. März | Karl Ferdinand Ranke                 | deutscher klassischer Philologe und Lehrer                                                 | 73    |       |
| 29. März | Josef von Reichlin-Meldegg           | badischer Beamter                                                                          | 70    |       |
| 30. März | Antoine-Jérôme Balard                | französischer Chemiker                                                                     | 73    |       |
| 30. März | Orsise Carayon                       | französischer Zisterzienserabt des Klosters Aiguebelle                                     | 71    |       |
| 30. März | Johann Michael Ekling                | österreichischer Mechaniker und Erfinder physikalischer Apparate                           | 80    |       |
| 31. März | Heinrich Beta                        | deutscher Nationalökonom, Publizist                                                        | 63    |       |
| 31. März | Heinrich Bernhard Rosenthal          | deutscher Bankier, Journalist, Verleger                                                    |       |       |

## April
| Tag       | Name                                 | Beruf, bekannt als                                                                                  | Alter | Beleg |
| --------- | ------------------------------------ | --------------------------------------------------------------------------------------------------- | ----- | ----- |
| 1. April  | Daniel Albert Fechter                | Schweizer Pädagoge und Historiker                                                                   | 70    |       |
| 1. April  | Philipp Mainländer                   | deutscher Dichter und Philosoph                                                                     | 34    |       |
| 2. April  | Camille Crémer                       | französischer Offizier                                                                              | 35    |       |
| 2. April  | Anton Mitterwurzer                   | österreichischer Opernsänger (Bariton) und Theaterschauspieler                                      | 57    |       |
| 3. April  | Friedrich von Berchtold              | österreichischer Arzt und Botaniker                                                                 | 94    |       |
| 3. April  | Henriette Davidis                    | deutsche Kochbuchautorin, Köchin                                                                    | 75    |       |
| 3. April  | Frédéric de Rougemont der Ältere     | Schweizer Geograf, Historiker, Philosoph, Theologe und Politiker                                    | 67    |       |
| 4. April  | Julius Goltermann                    | deutscher Cellist und Komponist                                                                     | 52    |       |
| 4. April  | Albert Kindler                       | deutscher Maler                                                                                     |       |       |
| 4. April  | Maximilian Joseph von Tarnóczy       | Erzbischof von Salzburg und Kardinal                                                                | 69    |       |
| 6. April  | Charlotte Mangold                    | deutsche Sängerin und Gesangslehrerin                                                               | 81    |       |
| 6. April  | Friedrich von Zangen                 | deutscher Forstwirt und Parlamentarier                                                              | 63    |       |
| 7. April  | Emma Niendorf                        | deutsche Schriftstellerin                                                                           | 68    |       |
| 7. April  | Gustav von Schaubert                 | deutscher Jurist und Politiker                                                                      | 74    |       |
| 8. April  | Johann Writz                         | österreichischer Unternehmer und Politiker                                                          | 70    |       |
| 9. April  | Karl Heinrich Frotscher              | deutscher Pädagoge und Philologe                                                                    | 79    |       |
| 9. April  | Karl Heinrich Frotscher              | deutscher Pädagoge und Philologe                                                                    | 79    |       |
| 9. April  | Charles Goodyear                     | US-amerikanischer Jurist und Politiker                                                              | 71    |       |
| 9. April  | Friedrich August Zimmermann          | deutscher Maler und Lithograph                                                                      | 70    |       |
| 10. April | Carl Agthe                           | deutscher lutherischer Theologe und Pädagoge                                                        | 69    |       |
| 10. April | Oswald Bertram                       | deutscher Buchhändler und Verleger                                                                  | 48    |       |
| 10. April | James L. Conger                      | US-amerikanischer Politiker                                                                         | 71    |       |
| 11. April | Karl Friedrich Gerwer                | Schweizer Richter und Oberst                                                                        | ≈71   |       |
| 11. April | Philipp Graß                         | elsässischer Bildhauer des Klassizismus                                                             | 74    |       |
| 11. April | Eduard von Günderrode                | hessischer Offizier und Abgeordneter der 1. und 2. Kammer der Landstände des Großherzogtums Hessen. | 80    |       |
| 11. April | Hans von Königsmarck                 | deutscher Botschafter, Gutsbesitzer, Herrenhausabgeordneter                                         | 76    |       |
| 11. April | Ludwig Traube                        | deutscher Arzt, Internist und Pathophysiologe                                                       | 58    |       |
| 12. April | Friedrich Kohl                       | deutscher Techniker                                                                                 | 64    |       |
| 12. April | Thomas Smith                         | US-amerikanischer Politiker                                                                         | 76    |       |
| 13. April | Gottlob Engelhard                    | deutscher Architekt und Baubeamter                                                                  | 63    |       |
| 13. April | Friedrich Riecke                     | württembergischer Mathematiker und Forstwissenschaftler                                             | 81    |       |
| 14. April | Theodor Hinrich Elmenhorst           | deutsch-englischer Kaufmann                                                                         | 75    |       |
| 14. April | Amalie von Stubenrauch               | deutsche Theaterschauspielerin                                                                      | 70    |       |
| 15. April | August Machat                        | deutscher Rittergutsbesitzer und Parlamentarier                                                     |       |       |
| 15. April | Simon von Sina                       | griechisch-österreichischer Philosoph und Mäzen                                                     | 65    |       |
| 16. April | Harrison G. O. Blake                 | US-amerikanischer Politiker                                                                         | 58    |       |
| 16. April | Peter von Glehn                      | deutschbaltischer Botaniker, Forschungsreisender, Geograph und Hydrograph                           | 40    |       |
| 16. April | Carl Friedrich Lauckhard             | deutscher Pädagoge                                                                                  | 63    |       |
| 16. April | Trusten Polk                         | US-amerikanischer Politiker                                                                         | 64    |       |
| 16. April | Frederick Tuckett                    | britischer Bauingenieur und Landvermesser                                                           |       |       |
| 17. April | Orestes Brownson                     | US-amerikanischer politischer und religiöser Publizist                                              | 72    |       |
| 17. April | Reinhold Wilhelm Buchholz            | deutscher Zoologe                                                                                   | 38    |       |
| 17. April | Peter Rowe                           | US-amerikanischer Jurist und Politiker                                                              | 69    |       |
| 18. April | Carl Honsell                         | deutscher Verwaltungsbeamter und Richter                                                            | 71    |       |
| 18. April | Adolphe de Milly                     | französischer Mediziner, Chemiker und Unternehmer                                                   | 76    |       |
| 18. April | Ernst Wenckenbach                    | nassauischer Kaufmann und Politiker                                                                 | 64    |       |
| 19. April | George Lyttelton, 4. Baron Lyttelton | britischer Politiker (Tories)                                                                       | 59    |       |
| 19. April | Samuel Sebastian Wesley              | englischer Organist, Chorleiter und Komponist                                                       | 65    |       |
| 19. April | William Wilde                        | irischer Chirurg                                                                                    | 61    |       |
| 20. April | Friedrich Georg Hartmann             | deutscher Verwaltungsjurist, Staatsrat, Königlich Hannoverscher Eisenbahndirektor                   | 74    |       |
| 21. April | Oliver James Dickey                  | US-amerikanischer Politiker                                                                         | 53    |       |
| 21. April | Ludwig Folliot de Crenneville        | österreichischer General der Kavallerie                                                             | 62    |       |
| 21. April | Emil Ludwig Löhr                     | deutscher Landschaftsmaler und früher Fotograf                                                      |       |       |
| 22. April | Édouard d’Anglemont                  | französischer Autor                                                                                 | 77    |       |
| 22. April | Isabella Maria von Portugal          | portugiesische Prinzessin, Regentin von Portugal                                                    | 74    |       |
| 22. April | August von Kreling                   | deutscher Maler und Bildhauer                                                                       | 56    |       |
| 23. April | Archibald Dixon                      | US-amerikanischer Politiker                                                                         | 74    |       |
| 23. April | Otto Grashof                         | deutscher Porträt-, Historien-, Genre-, Tier- und Landschaftsmaler                                  | 63    |       |
| 23. April | Emil Orth                            | deutscher Kunstmaler, Porträtmaler, Lithograf und Fotograf                                          | 61    |       |
| 24. April | Henry Dübs                           | deutsch-britischer Industrieller                                                                    |       |       |
| 24. April | Johann Jakob Heller                  | Schweizer Politiker und Arzt                                                                        | 69    |       |
| 24. April | Ernst Heinrich Leopold Richter       | deutscher Komponist und Musikpädagoge                                                               | 70    |       |
| 25. April | Julius Schweikert                    | deutscher Mediziner und Pionier der Homöopathie                                                     | 69    |       |
| 26. April | August Hitzschold                    | deutscher Jurist, Politiker und Autor                                                               | 58    |       |
| 26. April | Henriette Schramm-Graham             | deutsche Sängerin, Sopranistin und Schauspielerin                                                   | 73    |       |
| 26. April | Andreas Späth                        | deutscher Komponist                                                                                 | 85    |       |
| 26. April | Heinrich Will                        | deutscher Politiker, Landtagsabgeordneter Hessen-Homburg                                            | 68    |       |
| 27. April | Heinrich Hüni-Stettler               | Schweizer Politiker und Unternehmer                                                                 | 63    |       |
| 27. April | Taylor Webster                       | US-amerikanischer Politiker (Demokratische Partei)                                                  | 75    |       |
| 27. April | Adolf Zeising                        | deutscher Autor                                                                                     | 65    |       |
| 28. April | Joseph-Frédéric-Benoît Charrière     | französischer Instrumenten- und Apparatebauer                                                       | 73    |       |
| 28. April | Alfred II. zu Windisch-Grätz         | General in der österreichischen Armee                                                               | 57    |       |
| 29. April | Johan Bravo                          | deutsch-dänischer Maler und Diplomat                                                                | 79    |       |
| 29. April | Gennadi Iwanowitsch Newelskoi        | russischer Admiral und Forschungsreisender                                                          | 62    |       |
| April     | Frances Bunsen                       | walisische Malerin und Autorin                                                                      |       |       |
| April     | Heinrich Carl Küster                 | deutscher Malakologe, Ornithologe und Entomologe                                                    | 69    |       |

## Mai
| Tag     | Name                              | Beruf, bekannt als                                                                       | Alter | Beleg |
| ------- | --------------------------------- | ---------------------------------------------------------------------------------------- | ----- | ----- |
| 3. Mai  | Ignaz Ginzkey                     | österreichischer Unternehmer                                                             | 57    |       |
| 4. Mai  | Johann Christian Mauritz Laurent  | deutscher Philologe und Bibliothekar                                                     | 66    |       |
| 4. Mai  | Friedrich Conrad Dietrich Wyneken | deutsch-US-amerikanischer lutherischer Missionar                                         | 65    |       |
| 5. Mai  | Luis de la Lastra y Cuesta        | spanischer Geistlicher, Erzbischof von Sevilla und Kardinal                              | 72    |       |
| 5. Mai  | Christoph von Poniński            | schlesischer Rittergutsbesitzer und Politiker                                            | 73    |       |
| 6. Mai  | John A. Searing                   | US-amerikanischer Politiker                                                              | 70    |       |
| 7. Mai  | Chariton Chalatschew              | bulgarischer Revolutionär und Freiheitskämpfer                                           |       |       |
| 7. Mai  | Alois Hörbiger                    | österreichischer Orgelbauer und Domorgelbaumeister                                       | 66    |       |
| 7. Mai  | Franz Graf von Pocci              | deutscher Zeichner, Radierer, Schriftsteller und Musiker                                 | 69    |       |
| 8. Mai  | Elia Antonio Alberini             | Bischof von Ascoli Piceno, Italien                                                       | 63    |       |
| 8. Mai  | Christoph Adolph Crasemann        | deutscher Kaufmann                                                                       | 78    |       |
| 8. Mai  | Felix Dekowski                    | Jurist, Reichstagsabgeordneter                                                           | 49    |       |
| 8. Mai  | Leopold Fuckel                    | deutscher Mykologe und Botaniker                                                         | 55    |       |
| 8. Mai  | Ludwig Ferdinand Hesse            | deutscher Baumeister und Architekt                                                       | 81    |       |
| 8. Mai  | Christian Lassen                  | norwegisch-deutscher Indologe                                                            | 75    |       |
| 8. Mai  | Stephen B. Leonard                | US-amerikanischer Politiker                                                              | 83    |       |
| 8. Mai  | August Majer                      | deutscher Jurist und Politiker                                                           | 77    |       |
| 8. Mai  | Truganini                         | letzte „reinrassige“ Tasmanierin                                                         |       |       |
| 9. Mai  | Carl Friedrich Gröger             | österreichischer Stadtbaumeister                                                         | 52    |       |
| 9. Mai  | Louis van Houtte                  | belgischer Botaniker, Pflanzensammler und Baumschulbesitzer                              | 65    |       |
| 9. Mai  | Diedrich Wilkens                  | deutscher Unternehmer                                                                    | 64    |       |
| 10. Mai | Guillaume Groen van Prinsterer    | niederländischer Staatsmann, Geschichtsschreiber und Publizist                           | 74    |       |
| 10. Mai | Georgi Obretenow                  | bulgarischer Revolutionär und Freiheitskämpfer                                           |       |       |
| 11. Mai | Heinrich von Helldorff            | preußischer Landrat                                                                      | 42    |       |
| 12. Mai | August Joseph Altenhöfer          | deutscher Journalist und Redakteur                                                       | 72    |       |
| 12. Mai | Georgi Benkowski                  | bulgarischer Revolutionär, Ideologe, Politiker, Historiker und Schriftsteller            |       |       |
| 12. Mai | Louis-Auguste Bisson              | französischer Fotograf                                                                   | 62    |       |
| 12. Mai | Alphonse Esquiros                 | französischer Schriftsteller und Politiker                                               | 63    |       |
| 12. Mai | Genadij von Veles                 | bulgarischer Geistlicher, Metropolit von Veles der bulgarisch-orthodoxen Kirche          |       |       |
| 13. Mai | Georg Seifert                     | Musiker, Komponist und Stabstrompeter der Königlich Bayerischen Armee                    | 57    |       |
| 14. Mai | Louis Krevel                      | deutscher Portraitmaler der Biedermeierzeit                                              | 74    |       |
| 14. Mai | Friedrich Salzer                  | deutscher Maler                                                                          | 48    |       |
| 16. Mai | Wilhelm von Biel                  | mecklenburgischer Gutsherr und Pferdezüchter                                             | 87    |       |
| 17. Mai | Carl Hamppe                       | österreichischer Schachspieler                                                           |       |       |
| 18. Mai | Wilhelm Bruno Lindner             | deutscher Theologieprofessor und Bücherdieb                                              | 62    |       |
| 19. Mai | M. Lindley Lee                    | US-amerikanischer Arzt und Politiker                                                     | 70    |       |
| 19. Mai | Franz von Linhardt                | österreichischer k. k. Jurist und Generalauditor                                         |       |       |
| 20. Mai | George Wilhelm Glimmann           | deutscher Finanzbeamter und Ornithologe                                                  | 73    |       |
| 20. Mai | Willis A. Gorman                  | US-amerikanischer Politiker                                                              | 60    |       |
| 20. Mai | Johann Heinrich Kaltenbach        | deutscher Botaniker und Entomologe                                                       | 68    |       |
| 20. Mai | Kellian Whaley                    | US-amerikanischer Politiker                                                              | 55    |       |
| 21. Mai | Josef František Frič              | tschechischer Anwalt, Unternehmer und Politiker                                          | 72    |       |
| 22. Mai | Wilhelm Eduard Albrecht           | deutscher Staatsrechtler                                                                 | 76    |       |
| 22. Mai | Robert Orr junior                 | US-amerikanischer Politiker                                                              | 90    |       |
| 22. Mai | Heinrich Zander                   | deutscher Pastor und Ornithologe in Mecklenburg                                          | 75    |       |
| 23. Mai | Janko Kráľ                        | slowakischer Schriftsteller                                                              | 54    |       |
| 23. Mai | Gideon von Krismanic              | österreichischer Generalmajor                                                            | 59    |       |
| 24. Mai | Henry Kingsley                    | englischer Schriftsteller                                                                | 46    |       |
| 24. Mai | Ernst Lotichius                   | deutscher Künstler                                                                       | 88    |       |
| 25. Mai | Franz von John                    | österreichischer General                                                                 | 60    |       |
| 25. Mai | Christian Vonhausen               | Landtagsabgeordneter Herzogtum Nassau                                                    | 69    |       |
| 26. Mai | Hermann Joseph Müller             | deutscher Jurist, Journalist, Politiker und Mitglied der Frankfurter Nationalversammlung | 72    |       |
| 26. Mai | František Palacký                 | tschechischer Historiker und Politiker                                                   | 77    |       |
| 26. Mai | Adolph Leopold Richter            | preußischer Militärarzt und wissenschaftlicher Schriftsteller                            | 77    |       |
| 26. Mai | Panajot Wolow                     | bulgarischer Freiheitskämpfer                                                            |       |       |
| 27. Mai | Carl Overweg                      | deutscher Politiker (LRP), MdR und Industrieller                                         | 70    |       |
| 27. Mai | Christian Widenmann               | deutscher Jurist und Politiker                                                           | 74    |       |
| 28. Mai | Wilhelm Dettmer                   | deutscher Opernsänger (Bass)                                                             | 67    |       |
| 28. Mai | Adolph Northen                    | deutscher Maler                                                                          | 47    |       |
| 29. Mai | Michael Coronini-Cronberg         | österreichischer Graf und Politiker                                                      | 82    |       |
| 29. Mai | Friedrich Christian Diez          | deutscher Philologe                                                                      | 82    |       |
| 29. Mai | Sophie von Scherer                | österreichische Schriftstellerin                                                         | 59    |       |
| 30. Mai | Matthias Eberhard                 | Bischof von Trier                                                                        | 60    |       |
| 30. Mai | Josef Kriehuber                   | österreichischer Lithograph und Maler                                                    | 75    |       |
| 30. Mai | Johann Albert Romedi              | Schweizer Politiker                                                                      | 57    |       |
| 31. Mai | Rudolph von Apponyi               | österreich-ungarischer Botschafter                                                       | 63    |       |
| 31. Mai | Daniel Bonifaz von Haneberg       | deutscher Bischof, Abt, Theologe und Orientalist                                         | 59    |       |

## Juni
| Tag      | Name                            | Beruf, bekannt als | Alter | Beleg |
| -------- | ------------------------------- | --- | ----- | ----- |
| 1. Juni  | Christo Botew                   | bulgarischer Dichter und Freiheitskämpfer                                                                             | 28    |       |
| 1. Juni  | Caroline zu Mecklenburg         | Angehörige des großherzoglichen Hauses von Mecklenburg-Strelitz, durch Heirat Kronprinzessin von Dänemark (1841–1846) | 55    |       |
| 1. Juni  | Joseph Augustin Ginzel          | österreichischer Theologe und Politiker                                                                               | 72    |       |
| 1. Juni  | Karl Herbsthoffer               | österreichischer Porträt-, Genre- und Historienmaler                                                                  | 55    |       |
| 2. Juni  | Charles Beyer                   | britischer Eisenbahnpionier                                                                                           | 63    |       |
| 3. Juni  | Martin Haug                     | deutscher Orientalist                                                                                                 | 49    |       |
| 3. Juni  | Edmund Judeich                  | deutscher Advokat, Notar und Schriftsteller                                                                           | 50    |       |
| 4. Juni  | Abdülaziz                       | Sultan der Osmanen | 46    |       |
| 5. Juni  | Adolf Peters                    | deutscher Mathematiker und Dichter                                                                                    | 73    |       |
| 5. Juni  | Theodor Schwartz                | deutscher Verwaltungs- und Ministerialbeamter und Parlamentarier des Fürstentums Schwarzburg-Rudolstadt               | 65    |       |
| 7. Juni  | Joséphine de Beauharnais jr.    | Königin von Schweden und Norwegen                                                                                     | 69    |       |
| 7. Juni  | Augustus A. Chapman             | US-amerikanischer Politiker                                                                                           | 73    |       |
| 7. Juni  | Mariano von Uria                | badischer Verwaltungsjurist und Hofbeamter                                                                            | 63    |       |
| 8. Juni  | Richard Hasenclever             | deutscher Schriftsteller, Arzt und Politiker (LRP), MdR                                                               | 64    |       |
| 8. Juni  | Karl Mayer                      | österreichischer Maler                                                                                                | 66    |       |
| 8. Juni  | George Sand                     | französische Schriftstellerin                                                                                         | 71    |       |
| 8. Juni  | Friedrich Widmann               | deutscher Jurist und Domänendirektor                                                                                  | 70    |       |
| 9. Juni  | Oskar von Wydenbrugk            | deutscher liberaler Politiker und Publizist                                                                           | 60    |       |
| 9. Juni  | Jakob Zukrigl                   | römisch-katholischer Geistlicher, Theologe und Hochschullehrer                                                        | 68    |       |
| 10. Juni | William J. Alston               | US-amerikanischer Rechtsanwalt, Richter und Politiker                                                                 | 75    |       |
| 10. Juni | Julius Heinrich Petermann       | deutscher Orientalist                                                                                                 | 74    |       |
| 10. Juni | Augustin Verot                  | französischer Geistlicher, Bischof von Saint Augustine                                                                | 71    |       |
| 11. Juni | Augustin-Henri Delattre         | französischer Tiermaler und Porträtkünstler                                                                           | 74    |       |
| 11. Juni | Rosa Molas y Vallvé             | spanische Heilige und Ordensgründerin                                                                                 | 61    |       |
| 11. Juni | August von Sivers               | livländischer Gutsbesitzer und Landrat                                                                                | 50    |       |
| 11. Juni | John Sebrie Watts               | US-amerikanischer Politiker                                                                                           | 60    |       |
| 12. Juni | Ludwig von Holzgethan           | österreichischer Politiker und Ministerpräsident                                                                      | 75    |       |
| 12. Juni | Edward Newman                   | englischer Entomologe, Botaniker und Schriftsteller                                                                   | 75    |       |
| 13. Juni | Hieronymus von Bayer            | deutscher Rechtswissenschaftler                                                                                       | 83    |       |
| 13. Juni | August Gysin                    | Politiker des Schweizer Kantons Basel-Landschaft                                                                      | 59    |       |
| 13. Juni | Herbert König                   | deutscher Zeichner, Illustrator und Aquarellmaler                                                                     |       |       |
| 13. Juni | Anton Schiffer                  | österreichischer Landschaftsmaler                                                                                     | 64    |       |
| 14. Juni | Elkanah Billings                | kanadischer Paläontologe                                                                                              | 56    |       |
| 14. Juni | Wilhelm Götze                   | deutscher Jurist | 84    |       |
| 14. Juni | Egmont von Hoßtrup              | Verleger und Theaterintendant                                                                                         | 62    |       |
| 14. Juni | Georg Philipp Löber             | Gutsbesitzer und Abgeordneter                                                                                         | 55    |       |
| 14. Juni | Heinrich Wuttke                 | deutscher Historiker                                                                                                  | 58    |       |
| 15. Juni | Hüseyin Avni Pascha             | osmanischer General und Staatsmann                                                                                    |       |       |
| 15. Juni | Louis Stromeyer                 | deutscher Chirurg, Hochschullehrer und Generalarzt                                                                    | 72    |       |
| 16. Juni | Friedrich von Hutten            | kurhessischer Major und kurhessischer Landtagsabgeordneter                                                            | 81    |       |
| 16. Juni | Todor Kableschkow               | bulgarischer Revolutionär und Freiheitskämpfer                                                                        | 25    |       |
| 16. Juni | Samuel Lahm                     | US-amerikanischer Politiker                                                                                           | 64    |       |
| 16. Juni | Ludwig Löffler                  | deutscher Lithograph                                                                                                  | ≈57   |       |
| 17. Juni | Çerkes Hasan Bey                | osmanischer Offizier tscherkessischer Abstammung                                                                      |       |       |
| 18. Juni | August Röckel                   | deutscher Komponist und Dirigent                                                                                      | 61    |       |
| 20. Juni | Johann Althaus                  | Schweizer Senn | 77    |       |
| 20. Juni | Johann Ludwig Anderwert         | Schweizer Politiker                                                                                                   | 74    |       |
| 20. Juni | Georg zu Mecklenburg            | deutscher Adliger und russischer General, Mitglied des großherzoglichen Hauses Mecklenburg-Strelitz                   | 52    |       |
| 20. Juni | Joseph Nesvadba                 | böhmischer Komponist und Dirigent                                                                                     | 54    |       |
| 21. Juni | Antonio López de Santa Anna     | mexikanischer General und Politiker                                                                                   | 82    |       |
| 22. Juni | Karl Ludwig Bernays             | deutscher Journalist                                                                                                  | 60    |       |
| 22. Juni | Carl Ernst Rudolf von Gersdorff | preußischer Rittergutsbesitzer und Politiker                                                                          | 72    |       |
| 23. Juni | Matthew Noble                   | britischer Porträtbildhauer                                                                                           | 59    |       |
| 24. Juni | Jules Assézat                   | französischer Journalist und Verleger                                                                                 | 44    |       |
| 25. Juni | Jakob Albrecht                  | Schweizer Viehhändler und Politiker                                                                                   | 50    |       |
| 25. Juni | John Jordan Crittenden III      | US-amerikanischer Soldat                                                                                              | 22    |       |
| 25. Juni | George Armstrong Custer         | Kavalleriegeneral während des Amerikanischen Bürgerkrieges und des Indianerkrieges                                    | 36    |       |
| 25. Juni | Thomas Custer                   | US-amerikanischer Kavalleriehauptmann während des Sezessionskriegs und des Indianerkriegs                             | 31    |       |
| 25. Juni | Thomas Overton Moore            | US-amerikanischer Politiker                                                                                           | 72    |       |
| 25. Juni | Ludovicus Piglhein              | Innenarchitekt | 62    |       |
| 25. Juni | Alexander von Schrenk           | deutsch-baltischer Naturforscher                                                                                      | 60    |       |
| 26. Juni | George David Cummins            | US-amerikanischer Bischof                                                                                             | 53    |       |
| 26. Juni | Friedrich Wilhelm Ghillany      | deutscher evangelischer Theologe, Historiker und Publizist                                                            | 69    |       |
| 26. Juni | Julius Ambrosius Hülße          | deutscher Mathematiker und Techniker                                                                                  | 64    |       |
| 27. Juni | Wilhelm Benitz                  | kalifornischer Ländereienbesitzer mit deutscher Abstammung und Besitzer von Fort Ross                                 | 61    |       |
| 27. Juni | Christian Gottfried Ehrenberg   | deutscher Ökologe, Zoologe, Geologe und Mikroskopiker                                                                 | 81    |       |
| 27. Juni | Matthias Macher                 | österreichischer Mediziner und Schriftsteller                                                                         | 83    |       |
| 27. Juni | Harriet Martineau               | englische Schriftstellerin                                                                                            | 74    |       |
| 27. Juni | Inocêncio Francisco da Silva    | portugiesischer Literaturwissenschaftler, Schriftsteller und Enzyklopädist                                            |       |       |
| 28. Juni | August Wilhelm Ambros           | Musikhistoriker, Kritiker und Komponist                                                                               | 59    |       |
| 28. Juni | Henry Bewley                    | irischer Geschäftsmann                                                                                                | 71    |       |
| 29. Juni | Klara Bauer                     | deutsche Autorin | 40    |       |
| 29. Juni | Karl Gratza                     | deutscher katholischer Geistlicher und Mitglied des deutschen Reichstags                                              | 56    |       |
| 29. Juni | Karl August Ludwig Quanter      | deutscher Theaterschauspieler und -regisseur                                                                          | 70    |       |
| 30. Juni | Clara de Chatelain              | englische Schriftstellerin, Komponistin und Übersetzerin                                                              | 68    |       |

## Juli
| Tag      | Name                                | Beruf, bekannt als                                                                           | Alter | Beleg |
| -------- | ----------------------------------- | -------------------------------------------------------------------------------------------- | ----- | ----- |
| 1. Juli  | Michail Alexandrowitsch Bakunin     | russischer Revolutionär und Anarchist                                                        | 62    |       |
| 1. Juli  | Giuseppe Ferrari                    | italienischer Historiker, Philosoph und Politiker                                            | 65    |       |
| 1. Juli  | Wilhelm von Ramming                 | österreichischer General                                                                     | 61    |       |
| 2. Juli  | Alessandro Asinari di San Marzano   | italienischer Kurienerzbischof                                                               | 80    |       |
| 2. Juli  | Ferdinand von Westphalen            | preußischer Innenminister (1850–1858)                                                        | 77    |       |
| 3. Juli  | Aldis Bernard                       | kanadischer Politiker und Zahnarzt                                                           |       |       |
| 3. Juli  | Marshall Lefferts                   | US-amerikanischer Ingenieur                                                                  | 55    |       |
| 4. Juli  | Robert H. Vance                     | amerikanischer Fotograf                                                                      |       |       |
| 5. Juli  | Eduard von Alvensleben              | Landrat des Kreises Jerichow II                                                              | 88    |       |
| 5. Juli  | Friedrich Deidesheimer              | deutscher Kaufmann und Weingutsbesitzer                                                      | 72    |       |
| 5. Juli  | Peter Haßlacher                     | deutscher Jesuit, Volksmissionar                                                             | 65    |       |
| 6. Juli  | Karl Würbs                          | böhmischer Maler                                                                             | 68    |       |
| 7. Juli  | Wulff Scheel-Plessen                | holsteinischer Rittergutsbesitzer, dänischer Diplomat und Politiker                          | 67    |       |
| 8. Juni  | Pierre-Isidore Bureau               | französischer Landschaftsmaler und Graphiker                                                 | 49    |       |
| 8. Juli  | Josef Dessauer                      | österreichischer Komponist                                                                   | 78    |       |
| 8. Juli  | Johann Nepomuk Ebner von Rofenstein | österreichischer Beamter und Kreishauptmann von Vorarlberg                                   | 86    |       |
| 8. Juli  | Eugen Krüger                        | deutscher Lithograph, Tier- und Landschaftsmaler                                             | 43    |       |
| 8. Juli  | Edward Y. Parsons                   | US-amerikanischer Politiker                                                                  | 33    |       |
| 8. Juli  | Melanie von Schlotheim              | französische Frau, uneheliche Tochter von Jérôme Bonaparte                                   | 72    |       |
| 10. Juli | Adolph Wilhelm Dinesen              | dänischer Offizier, Schriftsteller und Politiker                                             | 68    |       |
| 10. Juli | Théodore Perroud                    | Schweizer Politiker und Staatsrat                                                            | 45    |       |
| 11. Juli | Ottho Gerhard Heldring              | niederländischer Prediger                                                                    | 72    |       |
| 12. Juli | Heinrich Carl Breidenstein          | deutscher Musikwissenschaftler                                                               | 80    |       |
| 12. Juli | Karl Rath                           | deutscher Geologe                                                                            | 74    |       |
| 12. Juli | David A. Starkweather               | US-amerikanischer Politiker (Demokratische Partei)                                           | 74    |       |
| 12. Juli | Simon Anton Zimmermann              | deutscher Komponist und Dirigent                                                             |       |       |
| 13. Juli | Karl von der Groeben                | preußischer General der Kavallerie                                                           | 87    |       |
| 14. Juli | Sidney Rigdon                       | amerikanischer Geistlicher und Persönlichkeit des Mormonentums                               | 83    |       |
| 15. Juli | Juan Pablo Duarte                   | Freiheitskämpfer in der spanischen Kolonie Hispaniola, der späteren Dominikanischen Republik | 63    |       |
| 15. Juli | Aleksander Fredro                   | polnischer Dramatiker und Komödienautor                                                      | 83    |       |
| 18. Juli | Karl Simrock                        | deutscher Dichter und Schriftsteller                                                         | 73    |       |
| 19. Juli | Carl Friedrich von Denzin           | deutscher Politiker, MdR                                                                     | 75    |       |
| 19. Juli | George E. Pugh                      | US-amerikanischer Politiker (Demokratische Partei)                                           | 53    |       |
| 19. Juli | Carl von Schönstein                 | österreichischer Beamter und Liedersänger                                                    | 80    |       |
| 20. Juli | Konstanty Hegel                     | polnischer Bildhauer und Lehrer                                                              | 77    |       |
| 20. Juli | Johann Jacob Löwenthal              | britischer Schachmeister                                                                     | 66    |       |
| 20. Juli | Hans Riddervold                     | norwegischer Pfarrer und Politiker, Mitglied des Storting                                    | 80    |       |
| 22. Juli | William Haile                       | US-amerikanischer Politiker                                                                  | 69    |       |
| 23. Juli | Henry Deacon                        | englischer Chemiker                                                                          | 53    |       |
| 26. Juli | Allen T. Caperton                   | US-amerikanischer Politiker (Demokratische Partei)                                           | 65    |       |
| 26. Juli | Karl Uschner                        | deutscher Dichter und Übersetzer antiker Dichtungen                                          | 73    |       |
| 27. Juli | Thomas-Louis Connolly               | irischer Ordensgeistlicher und römisch-katholischer Erzbischof von Halifax                   | 62    |       |
| 27. Juli | Friedrich von Pösl                  | deutscher Kirchenhistoriker                                                                  | 69    |       |
| 27. Juli | Edward Parmelee Smith               | US-amerikanischer Regierungsbeamter                                                          | 49    |       |
| 28. Juli | Robert Cesar Childers               | englischer Orientalist, Professor für Pali und Buddhismus                                    |       |       |
| 28. Juli | Oskar Kieselhausen                  | deutscher Demokrat                                                                           | 55    |       |
| 29. Juli | Hans Ludwig von Oppell              | deutscher Polizeidirektor                                                                    | 76    |       |
| 30. Juli | Iwan Soschenko                      | ukrainischer Maler und Kunstlehrer                                                           | 69    |       |
| 31. Juli | Joachim Lederer                     | österreichisch-deutscher Schriftsteller                                                      | 67    |       |
| Juli     | Johann Baptist Berdellé             | deutscher Historien- und Porträtmaler                                                        | 63    |       |

## August
| Tag        | Name                               | Beruf, bekannt als                                                                                    | Alter | Beleg |
| ---------- | ---------------------------------- | --- | ----- | ----- |
| 2. August  | Bill Hickok                        | US-amerikanischer Westernheld                                                                         | 39    |       |
| 2. August  | Julius Leopold Klein               | deutscher Autor und Literaturhistoriker                                                               |       |       |
| 3. August  | Theodor Reuning                    | deutscher Beamter für alle Bereiche der Landwirtschaft im Königreich Sachsen                          | 69    |       |
| 4. August  | James Houston Thomas               | US-amerikanischer Politiker                                                                           | 67    |       |
| 5. August  | Johann Georg Lehmann               | deutscher evangelischer Geistlicher, Historiker Heimatforscher, Autor                                 | 78    |       |
| 7. August  | Otto Eduard Vincenz Ule            | deutscher naturwissenschaftlicher Schriftsteller                                                      | 56    |       |
| 9. August  | Julius Gerold                      | deutscher Komponist und Arrangeur und Armee-Musik-Direktor                                            |       |       |
| 9. August  | Christian Adalbert Kupferberg      | deutscher Unternehmer                                                                                 | 52    |       |
| 10. August | Edward William Lane                | britischer Orientalist                                                                                | 74    |       |
| 11. August | Georg Breidert                     | hessischer Politiker und Landtagsabgeordneter Großherzogtum Hessen                                    | 69    |       |
| 12. August | Samuel P. Benson                   | US-amerikanischer Politiker                                                                           | 71    |       |
| 13. August | Otto Thenius                       | deutscher evangelisch-lutherischer Theologe, Exeget sowie Konsistorialrat                             | 75    |       |
| 13. August | Franz Zeller                       | österreichischer Militärmaler und Lithograf                                                           | 71    |       |
| 14. August | Carl Wilhelm Otto Koch             | deutscher Politiker                                                                                   | 66    |       |
| 14. August | Henry S. Randall                   | US-amerikanischer Landwirt, Autor, Pädagoge und Politiker                                             | 65    |       |
| 15. August | Ernst Kirchbach                    | sächsischer Historienmaler, Direktor der Kunstakademie Santiago de Chile                              | 45    |       |
| 15. August | John Frederick Lewis               | britischer Maler                                                                                      | 71    |       |
| 15. August | Ferdinand zu Solms-Hohensolms-Lich | deutscher Standesherr und Politiker                                                                   | 70    |       |
| 15. August | Louis Wolowski                     | französischer Nationalökonom                                                                          | 65    |       |
| 16. August | Friedrich von Wachter              | General und Kriegsminister Großherzogtum Hessen                                                       | 88    |       |
| 17. August | Maximilian Joseph von Chelius      | deutscher Augenarzt und Chirurg                                                                       | 82    |       |
| 18. August | Philipp Gottlieb Osiander          | deutscher Politiker und Oberamtmann                                                                   | 73    |       |
| 18. August | Bertha Stich                       | deutsche Theaterschauspielerin                                                                        | 57    |       |
| 19. August | Michael C. Kerr                    | US-amerikanischer Politiker (Demokratische Partei), Sprecher des Repräsentantenhauses                 | 49    |       |
| 19. August | George Smith                       | englischer Assyriologe                                                                                | 36    |       |
| 20. August | Ludwig Donin                       | römisch-katholischer Geistlicher und Schriftsteller                                                   |       |       |
| 20. August | Auguste Nefftzer                   | französischer Journalist                                                                              | 56    |       |
| 20. August | Francis Flora Palmer               | US-amerikanische Zeichnerin und Lithographin                                                          | 64    |       |
| 21. August | Ildefons Cerdà                     | spanischer Stadtplaner                                                                                | 60    |       |
| 21. August | Harry T. Hays                      | General der Konföderierten Staaten                                                                    | 56    |       |
| 21. August | Gustav Simon                       | deutscher Chirurg und Hochschullehrer                                                                 | 52    |       |
| 21. August | Carl Heinrich Wilhelm Wolf         | deutscher Architekt und braunschweigischer Baubeamter                                                 | 56    |       |
| 23. August | Luise von Schierstedt              | deutsche Äbtissin                                                                                     | 81    |       |
| 23. August | Joseph R. Underwood                | US-amerikanischer Politiker                                                                           | 84    |       |
| 25. August | Alexandre Axenfeld                 | Arzt                                                                                                  | 50    |       |
| 25. August | Friedrich Habicht                  | Landtagsabgeordneter Großherzogtum Hessen                                                             | 72    |       |
| 25. August | Karl Eduard Meinicke               | deutscher Geograph                                                                                    | 72    |       |
| 25. August | Adolph Tidemand                    | norwegischer Maler                                                                                    | 62    |       |
| 27. August | Lina Frieb                         | deutsche Opernsängerin (Sopran)                                                                       | 30    |       |
| 27. August | Eugène Fromentin                   | französischer Schriftsteller, Kunstkritiker und Maler                                                 | 55    |       |
| 27. August | Michel Rodange                     | luxemburgischer Schriftsteller                                                                        | 49    |       |
| 28. August | Giovanni Perrone                   | Dogmatiker                                                                                            | 82    |       |
| 28. August | Friedrich Raps                     | deutscher Kunstmaler und Fotograf                                                                     |       |       |
| 28. August | Josef Wenzig                       | böhmischer Schriftsteller und Librettist                                                              |       |       |
| 29. August | Félicien-César David               | französischer Komponist der Romantik                                                                  | 66    |       |
| 30. August | Rudolf von Raumer                  | deutscher Sprachwissenschaftler                                                                       | 61    |       |
| 31. August | Emil Köhler                        | deutscher Porträt- und Genremaler sowie Lithograf                                                     |       |       |
| 31. August | Ignaz Mayer                        | österreichischer Handelskammerpräsident, Unternehmer, Schiffbauer und Politiker, Landtagsabgeordneter | 65    |       |
| 31. August | Robert A. Thompson                 | US-amerikanischer Politiker                                                                           | 71    |       |
| August     | Elio von Morpurgo                  | österreichischer Bankier und Industrieller                                                            |       |       |

## September
| Tag           | Name                           | Beruf, bekannt als                                                                               | Alter | Beleg |
| ------------- | ------------------------------ | ------------------------------------------------------------------------------------------------ | ----- | ----- |
| 1. September  | Nicolas-Théodore Gobley        | französischer Chemiker und Apotheker                                                             | 65    |       |
| 2. September  | Friedrich Heinrich Ranke       | deutscher Theologe                                                                               | 77    |       |
| 3. September  | Elbert S. Martin               | US-amerikanischer Politiker                                                                      |       |       |
| 3. September  | Friedrich Theodor Schaaf       | badischer Verwaltungsbeamter und Parlamentarier                                                  | 83    |       |
| 4. September  | Franz Xaver von Andlaw-Birseck | badischer Diplomat                                                                               | 76    |       |
| 5. September  | Manuel Blanco Encalada         | chilenischer Politiker                                                                           | 86    |       |
| 5. September  | Franz Foetterle                | österreichischer Geologe                                                                         | 53    |       |
| 6. September  | Ludwig Kirsner                 | deutscher Apotheker und Politiker (NLP), MdR                                                     | 65    |       |
| 6. September  | Józef Szermentowski            | polnischer Maler                                                                                 | 43    |       |
| 8. September  | Franz Xaver Dieringer          | deutscher katholischer Theologe                                                                  | 65    |       |
| 8. September  | Constantin Franz von Neurath   | deutscher Jurist, württembergischer Diplomat und Minister                                        | 69    |       |
| 8. September  | Emil von Zezschwitz            | sächsischer Generalmajor                                                                         |       |       |
| 9. September  | American Horse I               | Häuptling der Oglala-Lakota                                                                      |       |       |
| 9. September  | Mary Shaw                      | englische Sängerin                                                                               | ≈62   |       |
| 10. September | William Williams               | US-amerikanischer Politiker                                                                      | 61    |       |
| 11. September | Nathaniel B. Baker             | US-amerikanischer Politiker                                                                      | 57    |       |
| 12. September | Thomas Bartlett                | US-amerikanischer Politiker                                                                      | 68    |       |
| 12. September | Anastasius Grün                | österreichischer Dichter und Politiker, Landtagsabgeordneter                                     | 70    |       |
| 12. September | Nicolai Rehbinder              | deutscher Schriftsteller                                                                         | 52    |       |
| 12. September | Henry A. Wise                  | US-amerikanischer Politiker und General der Konföderiertenarmee                                  | 69    |       |
| 13. September | Jacob Gerkens                  | deutscher Milchhändler und Politiker, MdHB                                                       | 45    |       |
| 13. September | Johann Anton Wallé             | deutscher Architekt                                                                              | 68    |       |
| 14. September | Praskowja Jegorowna Annenkowa  | Ehefrau des Dekabristen Iwan Alexandrowitsch Annenkow                                            | 76    |       |
| 14. September | Rudolf Henneberg               | deutscher Maler                                                                                  | 50    |       |
| 14. September | Robert Rhett                   | US-amerikanischer Politiker                                                                      | 75    |       |
| 14. September | Carl Ludwig von Varo           | preußischer Rittergutsbesitzer und Politiker                                                     | 83    |       |
| 16. September | Karl Venier                    | Pionier der böhmischen Porzellanindustrie und Erfinder eines Porzellanbrennofens mit Gasfeuerung | 64    |       |
| 17. September | Hippolyte Fockedey             | Gründer der ersten großen Kopieranstalt für die Massenproduktion photographischer Abzüge         | 72    |       |
| 17. September | Ludwig von Golther             | deutscher Politiker, Minister in Württemberg                                                     | 53    |       |
| 17. September | Franz Nadorp                   | deutscher Maler                                                                                  | 82    |       |
| 17. September | Franz Weber                    | deutscher Dirigent, Musiklehrer und Domorganist                                                  | 71    |       |
| 18. September | Hermann Albert Hübener         | deutscher Kaufmann und Hamburger Senator                                                         | 72    |       |
| 18. September | Claude-Antoine Péccot          | französischer Mathematiker und Pianist                                                           | 20    |       |
| 21. September | Jakob Waldstein                | Erfinder, Optiker und Unternehmer                                                                |       |       |
| 22. September | Alexander Martin Luther        | estländischer Unternehmer                                                                        | 66    |       |
| 22. September | Karl Piderit                   | deutscher Mediziner                                                                              | 78    |       |
| 23. September | Eugène André Despois           | französischer Schriftsteller                                                                     | 57    |       |
| 24. September | Ernst Gäbler                   | deutscher Unternehmer                                                                            | 63    |       |
| 24. September | Eduard Martiny                 | deutscher Arzt und Badehausbesitzer                                                              | 67    |       |
| 25. September | Ernst von Bandel               | deutscher Architekt, Bildhauer und Maler                                                         | 76    |       |
| 25. September | Adolf Glaßbrenner              | deutscher Humorist und Satiriker                                                                 | 66    |       |
| 26. September | Wilhelm Hinze                  | deutscher Opernsänger (Bassbariton), Theaterschauspieler und Geiger                              |       |       |
| 26. September | Johann Ulrich Lehmann          | Schweizer Politiker                                                                              | 59    |       |
| 26. September | Heribert Rau                   | deutscher Pfarrer, Schriftsteller und Theologe                                                   | 63    |       |
| 27. September | Braxton Bragg                  | General der Konföderierten Staaten von Amerika                                                   | 59    |       |
| 28. September | Heinrich Credner               | deutscher Geologe                                                                                | 67    |       |
| 28. September | Gustav von Hagenow             | deutscher Jurist, Mitglied der Frankfurter Nationalversammlung                                   | 63    |       |
| 28. September | August Ludwig Lua              | deutscher Schriftsteller, Lied- und Bühnenautor                                                  | 57    |       |
| 30. September | Henri Bertini                  | französischer Komponist                                                                          | 77    |       |
| 30. September | Angelo Conti                   | italienischer Bildhauer und Paläontologe                                                         |       |       |

## Oktober
| Tag         | Name                                 | Beruf, bekannt als                                                                                    | Alter | Beleg |
| ----------- | ------------------------------------ | --- | ----- | ----- |
| 1. Oktober  | James Lick                           | US-amerikanischer Pianobauer, Großgrundbesitzer und Förderer der Wissenschaften                       | 80    |       |
| 1. Oktober  | Heinrich von Testa                   | österreichischer Dolmetscher und Diplomat                                                             | 68    |       |
| 1. Oktober  | Franz Ziegler                        | deutscher Schriftsteller und Politiker (DFP), MdR                                                     | 73    |       |
| 2. Oktober  | Valeska Bolgiani                     | deutsche Schriftstellerin                                                                             | 46    |       |
| 2. Oktober  | Alfonso Corti                        | italienischer Anatom                                                                                  | 54    |       |
| 3. Oktober  | Philip B. Fouke                      | US-amerikanischer Politiker                                                                           | 58    |       |
| 3. Oktober  | Adolf Stahr                          | deutscher Autor und Historiker                                                                        | 70    |       |
| 4. Oktober  | Johannes Rebmann                     | Missionar und Afrikareisender                                                                         | 56    |       |
| 4. Oktober  | Johann Peter Schroeder               | deutscher Politiker und Landrat                                                                       | 82    |       |
| 4. Oktober  | Johann Friedrich Weskott             | deutscher Chemiker                                                                                    | 54    |       |
| 6. Oktober  | Francis B. Fay                       | US-amerikanischer Politiker                                                                           | 83    |       |
| 6. Oktober  | John Young, 1. Baron Lisgar          | britischer Kolonialbeamter und Politiker, Mitglied des House of Commons, Generalgouverneur von Kanada | 69    |       |
| 7. Oktober  | George Cooper                        | englischer Organist und Musikpädagoge                                                                 | 56    |       |
| 7. Oktober  | Georg Heinrich Pertz                 | deutscher Historiker                                                                                  | 81    |       |
| 7. Oktober  | Friedrich Rupstein                   | deutscher Theologe und Abt                                                                            | 82    |       |
| 8. Oktober  | James Knox                           | US-amerikanischer Politiker                                                                           | 69    |       |
| 9. Oktober  | Konstanty Borzęcki                   | polnischer Revolutionär und osmanischer General, Kartograf und Publizist                              | 50    |       |
| 10. Oktober | Charles Joseph Sainte-Claire Deville | französischer Geologe                                                                                 | 62    |       |
| 10. Oktober | Nicolaus Ferdinand Haller            | Jurist, Senator und Bürgermeister der Freien und Hansestadt Hamburg                                   | 71    |       |
| 10. Oktober | Julius Vorster                       | deutscher Unternehmer                                                                                 | 67    |       |
| 11. Oktober | Ludwig Meitzner                      | deutscher Landwirt und Abgeordneter                                                                   | 65    |       |
| 12. Oktober | Georg Gruner                         | deutscher Pastor                                                                                      | 74    |       |
| 13. Oktober | Gerhard Groskopff                    | deutscher Rechtsanwalt und Parlamentarier                                                             | 73    |       |
| 13. Oktober | David A. Noble                       | US-amerikanischer Politiker                                                                           | 73    |       |
| 14. Oktober | Franz Xaver Eggert                   | deutscher Maler und Glasmaler                                                                         | 73    |       |
| 14. Oktober | August Ferdinand von Leesen          | deutscher Jurist, Abgeodenter, Gutzbesitzer und Sammler                                               | 72    |       |
| 14. Oktober | Francis Ormand Jonathan Smith        | US-amerikanischer Politiker                                                                           | 69    |       |
| 14. Oktober | George W. Whitmore                   | US-amerikanischer Politiker                                                                           | 52    |       |
| 16. Oktober | William Burges                       | australischer Politiker                                                                               |       |       |
| 16. Oktober | José María Silva                     | Supremo Director der Provinz El Salvador                                                              |       |       |
| 17. Oktober | William Stewart                      | US-amerikanischer Politiker                                                                           | 66    |       |
| 18. Oktober | Henri Gustave Delvigne               | französischer Armeeoffizier                                                                           | 76    |       |
| 19. Oktober | Félix-Auguste Duvert                 | französischer Bühnenautor und Vaudevillist                                                            | 81    |       |
| 19. Oktober | Wendelin Haid                        | deutscher katholischer Theologe und Bibliothekar                                                      | 73    |       |
| 19. Oktober | Karl Jelinek                         | österreichischer Meteorologe                                                                          | 54    |       |
| 21. Oktober | David Oppenheim                      | mährischer Rabbiner                                                                                   | 59    |       |
| 24. Oktober | Johann Gottfried Büttner             | evangelischer Pfarrer in Ohio und Thüringen, Auswanderungsexperte und Autor                           | 67    |       |
| 24. Oktober | Ransom H. Gillet                     | US-amerikanischer Jurist und Politiker                                                                | 76    |       |
| 24. Oktober | Lilly Maxwell                        | britische Suffragette                                                                                 |       |       |
| 24. Oktober | Suzanne Voilquin                     | französische Feministin, Sozialistin, Journalistin, Hebamme und Autorin                               | 74    |       |
| 25. Oktober | Ida von Reinsberg-Düringsfeld        | deutsche Autorin                                                                                      | 60    |       |
| 26. Oktober | Pierre Falcon                        | kanadischer Dichter und Sänger                                                                        | 83    |       |
| 26. Oktober | Georg Ludwig Kaemmerer               | deutscher Bäckermeister und Politiker, MdHB                                                           | 57    |       |
| 26. Oktober | Hermann Mendel                       | deutscher Musikschriftsteller                                                                         | 42    |       |
| 26. Oktober | Anton Prokesch von Osten             | altösterreichischer Diplomat und General, Orientalist und Reiseschriftsteller                         | 80    |       |
| 26. Oktober | Otto von Reinsberg                   | deutscher Historiker, Sprach- und Kulturwissenschaftler                                               |       |       |
| 27. Oktober | Alexander von Dusch                  | badischer Minister                                                                                    | 87    |       |
| 29. Oktober | Clemens Joseph Adams                 | deutscher Kommunalpolitiker                                                                           | 44    |       |
| 30. Oktober | Gustav Walz                          | deutscher Pflanzenbauwissenschaftler                                                                  | 71    |       |
| 31. Oktober | Franz Dorotheus Gerlach              | deutsch-schweizerischer klassischer Philologe                                                         | 83    |       |

## November
| Tag          | Name                                    | Beruf, bekannt als                                                                               | Alter | Beleg |
| ------------ | --------------------------------------- | ------------------------------------------------------------------------------------------------ | ----- | ----- |
| 1. November  | Sherrod Williams                        | US-amerikanischer Politiker                                                                      |       |       |
| 2. November  | Jean-Joseph Perraud                     | französischer Bildhauer                                                                          | 57    |       |
| 3. November  | Bernhard Rainer                         | österreichischer Politiker                                                                       | 52    |       |
| 5. November  | Francis Preston Blair                   | US-amerikanischer Journalist und Politiker                                                       | 85    |       |
| 5. November  | Henri Roger Gougenot des Mousseaux      | französischer Journalist und Schriftsteller                                                      | 71    |       |
| 5. November  | Theodor von Heuglin                     | deutscher Afrikaforscher, Polarforscher und Ornithologe                                          | 52    |       |
| 6. November  | Giacomo Antonelli                       | römischer Kardinal und Staatssekretär                                                            | 70    |       |
| 6. November  | Johann Emanuel Veith                    | österreichischer Arzt, Geistlicher, Autor                                                        | 89    |       |
| 8. November  | John Benjamin Graham                    | Minenbesitzer, Besitzer des Handschuhsheimer Schlösschens                                        | 63    |       |
| 8. November  | Louis Grandpierre                       | Schweizer Politiker                                                                              | 70    |       |
| 8. November  | Maria Vittoria dal Pozzo                | Königin von Spanien (1870–1873) und Herzogin von Aosta (1863–1876)                               | 29    |       |
| 8. November  | Antonio Tamburini                       | italienischer Opernsänger (Bariton)                                                              | 76    |       |
| 9. November  | Édouard Batiste                         | französischer Komponist, Organist und Musikpädagoge                                              | 56    |       |
| 9. November  | Friedrich Ritschl                       | deutscher Klassischer Philologe; gilt als Begründer der Bonner Schule der Klassischen Philologie | 70    |       |
| 11. November | Albert Day                              | US-amerikanischer Politiker                                                                      | 78    |       |
| 12. November | Jean-Louis Demiéville                   | Schweizer Politiker                                                                              | 67    |       |
| 12. November | Dawid Flamm                             | polnischer Gynäkologe                                                                            |       |       |
| 12. November | Edouard Plouvier                        | französischer Dramatiker und Librettist                                                          | 55    |       |
| 12. November | Gottlob Spindler                        | deutscher Architekt und württembergischer Baubeamter                                             | 64    |       |
| 12. November | Theodor August Stein                    | deutscher Architekt und preußischer Baubeamter                                                   | 74    |       |
| 16. November | Karl Eduard Eichwald                    | deutsch-baltischer Naturforscher                                                                 | 81    |       |
| 16. November | Julius Lasker                           | preußischer Mediziner und Schriftsteller                                                         | 65    |       |
| 16. November | Sebastian Pammer                        | österreichischer Fabrikant, Landwirt und Politiker                                               | 74    |       |
| 18. November | Narcisso Virgilio Díaz de la Peña       | französischer Maler                                                                              | 69    |       |
| 20. November | Ignaz Rungaldier                        | österreichischer Porträt- und Genremaler                                                         | 77    |       |
| 21. November | João Carlos de Saldanha Oliveira e Daun | portugiesischer Politiker und General                                                            | 86    |       |
| 21. November | Vinzenz Jakob von Zuccalmaglio          | deutscher Schriftsteller und Dichter                                                             | 70    |       |
| 22. November | Friedrich Wilhelm Klöpper               | deutscher Kaufmann                                                                               | 64    |       |
| 22. November | Jacob K. Shafer                         | US-amerikanischer Politiker                                                                      | 52    |       |
| 23. November | Wilhelm Ludwig Deichmann                | deutscher Unternehmer, Kölner Bankier                                                            | 78    |       |
| 23. November | Romain Werro                            | Schweizer Politiker und Staatsrat des Kantons Freiburg                                           | 80    |       |
| 24. November | Maria Francesca Rossetti                | britische Autorin und Ordensschwester der All Saints Sisters of the Poor (Anglikanischer Orden)  | 49    |       |
| 24. November | William Henry Witte                     | US-amerikanischer Politiker                                                                      | 59    |       |
| 26. November | Heinrich Ernst Bindseil                 | deutscher Bibliothekar und Historiker                                                            | 73    |       |
| 26. November | Anton von Schauß                        | deutscher Jurist, Mitglied der Frankfurter Nationalversammlung                                   |       |       |
| 27. November | Friedrich Heunert                       | deutscher Maler                                                                                  |       |       |
| 27. November | Karl Wilhelm Pohlke                     | deutscher Historien-, Genre-, Bildnis- und Landschaftsmaler                                      | 66    |       |
| 28. November | Karl Ernst von Baer                     | deutsch-baltischer Naturforscher                                                                 | 84    |       |
| 29. November | Leopold von Gayl                        | preußischer General der Infanterie                                                               | 85    |       |
| 29. November | Bernhard Giseke                         | deutscher Altphilologe und Gymnasiallehrer                                                       | 53    |       |
| 29. November | Origen D. Richardson                    | US-amerikanischer Politiker                                                                      | 81    |       |
| 30. November | Antonio González González               | Ministerpräsident von Spanien                                                                    | 84    |       |
| 30. November | Karl Herwig                             | Bürgermeister und Mitglied der kurhessischen Ständeversammlung                                   | 60    |       |
| 30. November | Edward Horsman                          | britischer Politiker, Mitglied des House of Commons                                              | 69    |       |
| 30. November | Friedrich Wilhelm von Kawaczynski       | deutscher Sänger (Tenor), Theaterschauspieler, Bibliothekar und Schriftsteller                   | 70    |       |
| November     | Friedrich Axmann                        | deutscher Schriftsteller                                                                         | 33    |       |

## Dezember
| Tag          | Name                             | Beruf, bekannt als | Alter | Beleg |
| ------------ | -------------------------------- | --- | ----- | ----- |
| 1. Dezember  | Johann Garben                    | deutsch-österreichischer Architekt                                                                                             | 51    |       |
| 1. Dezember  | Josef Kling                      | deutscher Schachspieler und Studienkomponist                                                                                   | 65    |       |
| 2. Dezember  | Anton Beck                       | badischer Verwaltungsjurist | 71    |       |
| 3. Dezember  | Samuel Cooper                    | Offizier der US-Armee und General der Konföderierten Staaten von Amerika im Amerikanischen Bürgerkrieg                         | 78    |       |
| 3. Dezember  | Hermann Goetz                    | deutscher Komponist | 35    |       |
| 3. Dezember  | Hermann Köchly                   | deutscher Philologe und Politiker (DFP), MdR                                                                                   | 61    |       |
| 4. Dezember  | James H. Cravens                 | US-amerikanischer Politiker | 74    |       |
| 4. Dezember  | Michael Neher                    | deutscher Maler des Biedermeier                                                                                                | 78    |       |
| 4. Dezember  | Friedrich Neuhaus                | deutscher Architekt und preußischer Baubeamter                                                                                 | 79    |       |
| 4. Dezember  | Giuseppe Pasolini                | italienischer Politiker | 61    |       |
| 5. Dezember  | August von Degenfeld-Schonburg   | österreichischer Feldzeugmeister                                                                                               | 77    |       |
| 6. Dezember  | Siegmund Sulzbach                | deutsch-schweizerischer Kaufmann, Bankier und Mäzen                                                                            | 63    |       |
| 7. Dezember  | Hermann von Barth                | deutscher Bergsteiger | 31    |       |
| 7. Dezember  | Salim ibn Thuwaini               | Sultan von Maskat und Oman |       |       |
| 7. Dezember  | Johannes Schneider               | deutscher römisch-katholischer Pfarrer, Ordensgründer                                                                          | 52    |       |
| 8. Dezember  | August Brass                     | deutscher Journalist und Autor                                                                                                 | 58    |       |
| 8. Dezember  | Anton Hansch                     | österreichischer Maler | 63    |       |
| 8. Dezember  | Johann Carl Knauth               | deutscher Rechtsanwalt und Politiker, MdHB                                                                                     | 76    |       |
| 9. Dezember  | Friedrich Horschelt              | deutscher Ballettmeister und Impresario                                                                                        | 83    |       |
| 10. Dezember | Heinrich Büttgen                 | deutscher Theaterschauspieler                                                                                                  | 55    |       |
| 10. Dezember | George Alfred Trenholm           | US-amerikanischer Politiker | 69    |       |
| 11. Dezember | Carl Meister                     | deutscher Schauspieler und Regisseur                                                                                           | 58    |       |
| 11. Dezember | Johann Oischinger                | deutscher katholischer Theologe und Philosoph                                                                                  | 59    |       |
| 12. Dezember | Jacques Bonnefoy-Sibour          | französischer Politiker | 55    |       |
| 13. Dezember | René-Édouard Caron               | kanadischer Politiker, Vizegouverneur von Québec                                                                               | 76    |       |
| 13. Dezember | Johann Lehrmann                  | deutscher Politiker, MdHB | 60    |       |
| 13. Dezember | Friedrich Wilhelm Winckel        | deutscher evangelischer Theologe und Schriftsteller                                                                            | 72    |       |
| 13. Dezember | Johannes Zimmermann              | deutscher evangelischer Missionar, Sprachforscher und Bibelübersetzer in Ghana                                                 | 51    |       |
| 14. Dezember | Franziska Schervier              | deutsche katholische Ordensgründerin und Persönlichkeit der caritativ-sozialen Bewegung                                        | 57    |       |
| 15. Dezember | Johann Anton Falger              | österreichischer Lithograph, Maler und Heimatforscher                                                                          | 85    |       |
| 15. Dezember | Friedrich Weidle                 | württembergischer Pietist und Schulgründer                                                                                     | 68    |       |
| 15. Dezember | August Wichmann                  | deutscher Politiker (Nationalliberale Partei), MdL, MdR                                                                        | 65    |       |
| 16. Dezember | Christian Friedrich Platz        | deutscher Gymnasiallehrer, Übersetzer, Politiker und Archivar                                                                  | 76    |       |
| 17. Dezember | William Francis Bartlett         | General des US-Heeres im Amerikanischen Bürgerkrieg                                                                            | 36    |       |
| 17. Dezember | William C. Cozzens               | US-amerikanischer Politiker | 65    |       |
| 17. Dezember | Costantino Patrizi Naro          | italienischer Kardinal | 78    |       |
| 18. Dezember | Luise Hensel                     | deutsche Dichterin | 78    |       |
| 19. Dezember | Margaret Claudia Brevoort        | Bergsteigerin |       |       |
| 19. Dezember | Franz Krumbach                   | deutscher Jurist und Politiker                                                                                                 | 54    |       |
| 19. Dezember | Karl Prosch                      | deutscher Verwaltungsjurist und Politiker (NLP), MdR                                                                           | 74    |       |
| 21. Dezember | Carl Ludwig Wesenfeld            | deutscher Industrieller und Erfinder                                                                                           | 25    |       |
| 22. Dezember | Johann Heinrich Heim             | Schweizer Politiker und Richter                                                                                                | 74    |       |
| 22. Dezember | Fielding Bradford Meek           | US-amerikanischer Geologe und Paläontologe                                                                                     | 59    |       |
| 22. Dezember | Friedrich Eduard Näser           | deutscher Politiker (Nationalliberale Partei), Abgeordneter im Sächsischen Landtag                                             | 55    |       |
| 22. Dezember | Phineas L. Tracy                 | US-amerikanischer Politiker | 89    |       |
| 22. Dezember | Friedrich Wilhelm Unger          | deutscher Jurist und Kunsthistoriker                                                                                           | 66    |       |
| 22. Dezember | Manuel de Ascásubi               | ecuadorianischer Politiker, zweimaliger Staatspräsident                                                                        | 71    |       |
| 24. Dezember | Leonhard Lehfeldt                | deutscher Richter und Politiker                                                                                                | 42    |       |
| 24. Dezember | Anderson Mitchell                | US-amerikanischer Politiker | 76    |       |
| 25. Dezember | James W. Nye                     | US-amerikanischer Politiker | 61    |       |
| 25. Dezember | Erasmus D. Peck                  | US-amerikanischer Politiker | 68    |       |
| 25. Dezember | Narcyza Żmichowska               | polnische Autorin, Pädagogin und Feministin                                                                                    | 57    |       |
| 26. Dezember | Eduard Mohr                      | deutscher Afrikaforscher | 48    |       |
| 28. Dezember | Ferdinand von Loehr              | deutscher Mediziner und Politiker                                                                                              | 59    |       |
| 28. Dezember | Frederik Paludan-Müller          | dänischer Schriftsteller | 67    |       |
| 28. Dezember | Hermann Sello                    | Königlicher Hofgärtner in Preußen                                                                                              | 76    |       |
| 29. Dezember | Philip P. Bliss                  | US-amerikanischer Komponist und Gospeldichter                                                                                  | 38    |       |
| 30. Dezember | Emil Kuh                         | österreichischer Schriftsteller                                                                                                | 48    |       |
| 30. Dezember | Gustav von Nasacken              | russischer Generalmajor | 75    |       |
| 30. Dezember | Friedrich Wilhelm Schultz        | deutscher Botaniker | 72    |       |
| 30. Dezember | Christian Winther                | dänischer Schriftsteller | 80    |       |
| 31. Dezember | Antonio Grech Delicata           | Bischof von Gozo | 53    |       |
| 31. Dezember | Wiktor Iwanowitsch Grigorowitsch | ukrainischer Historiker und Slawist                                                                                            | 61    |       |
| 31. Dezember | Catherine Labouré                | römisch-katholische Ordensfrau, die in einer Marienerscheinung den Auftrag zur Herstellung der Wundertätigen Medaillen erhielt | 70    |       |

## Datum unbekannt
| Tag | Name                                        | Beruf, bekannt als | Alter | Beleg |
| --- | ------------------------------------------- | --- | ----- | ----- |
|     | Joan Josep Amengual                         | mallorquinischer Schriftsteller, Rechtsanwalt und Philologe                                                              |       |       |
|     | Atanasio Bello Montero                      | venezolanischer Geiger, Dirigent, Operndirektor und Komponist                                                            |       |       |
|     | Ernst Wilhelm Bierer                        | Stadtschultheiß von Tübingen (1823–1857)                                                                                 |       |       |
|     | Curtis James Bird                           | kanadischer Politiker (Manitoba)                                                                                         | 38    |       |
|     | Ferdinand Christoph von Degenfeld-Schonburg | Graf, württembergischer Diplomat und Gesandter, Konvertit zum Katholizismus                                              |       |       |
|     | Éloi Firmin Féron                           | französischer Maler |       |       |
|     | Richard Flatters                            | deutscher Porträt- und Genremaler                                                                                        |       |       |
|     | Karl Moritz Fleischer                       | deutscher Pädagoge und Publizist                                                                                         |       |       |
|     | Sebastian Gaigl                             | Kaufmann und Mäzen in München                                                                                            |       |       |
|     | Friedrich Gerwer                            | Schweizer Pfarrer und Historiker                                                                                         | ≈69   |       |
|     | José Antonio Gómez y Olguín                 | mexikanischer Organist, Komponist und Musikpädagoge                                                                      | ≈71   |       |
|     | Henriette Gudin                             | französische Marinemalerin                                                                                               |       |       |
|     | Jackson Haines                              | Ballettmeister, Eiskunstläufer und vor allem Gründer des modernen Eiskunstlaufes                                         |       |       |
|     | Chaim Halberstam                            | chassidischer Rabbiner                                                                                                   |       |       |
|     | Thomas Hasler                               | größter Bayer aller Zeiten                                                                                               |       |       |
|     | Alois von Hermann                           | bayerischer Verwaltungsbeamter                                                                                           |       |       |
|     | Georg Koberwein                             | österreichischer Maler und Fotograf                                                                                      |       |       |
|     | Adolf Theodor Julius Ludwig                 | lutherischer Theologe und als Generalsuperintendent leitender Geistlicher der Evangelisch-Augsburgischen Kirche in Polen |       |       |
|     | Johann Dominik Mahlknecht                   | Tiroler (Grödner) Bildhauer                                                                                              |       |       |
|     | Gotthard Minus                              | deutsch-baltischer Kaufmann und Münzsammler                                                                              |       |       |
|     | Jean-Claude-Léonard Poisle Desgranges       | französischer Lexikograf der Umgangssprache                                                                              |       |       |
|     | Manuel Requena                              | mexikanisch-amerikanischer Politiker                                                                                     |       |       |
|     | Jean-Baptiste Schacre                       | französischer Zeichner und Architekt                                                                                     |       |       |
|     | Carl Schöpfer                               | deutscher Schriftsteller, Journalist und Privatgelehrter                                                                 |       |       |
|     | Eduard Schulz                               | österreichischer Pianist und Lyriker                                                                                     |       |       |
|     | Johann Heinrich Sievers                     | deutscher Buchhändler und Publizist                                                                                      |       |       |
|     | Isaac Spratt                                | englischer Sachbuchautor und Spielwarenhändler                                                                           |       |       |
|     | Heinrich Otto Stotz                         | Theaterschauspieler und -intendant                                                                                       |       |       |
|     | Heinrich Straub                             | deutscher Metallwarenfabrikant                                                                                           |       |       |
|     | Johann Jakob Widmann                        | deutscher Papierfabrikant                                                                                                |       |       |
|     | Tommy Windich                               | Aborigines-Entdeckungsreisender                                                                                          |       |       |